# سیارک ۸۷۰۶
سیارک ۸۷۰۶ (به انگلیسی: 8706 Takeyama، نامگذاری:1994CM) هشت هزار و هفتصد و ششمین سیارک کشف شده‌است که در ۳ فوریه ۱۹۹۴ کشف شد.